# (32438) 2000 RW98
2000 أر دابليو 98 (ويعرف أيضًا باسم (32438) 2000 أر دابليو 98 وفق تسمية الكوكب الصغير) (بالإنجليزية: 2000 RW98)‏ هو كويكب ضمن حزام الكويكبات؛ وترتيبه 32438 من حيث الاكتشاف.
اكتُشف هذا الجُرم الفلكي بواسطة مرصد لويل للبحث عن الأجرام القريبة من الأرض في 5 سبتمبر 2000.

## وصلات خارجية
- (32438) 2000 RW98 في قاعدة بيانات مختبر الدفع النفاث لأجرام النظام الشمسي الصغيرة

- الاكتشاف · مخطط المدار ·  العناصر المدارية · المعلمات المادية

- (32438) 2000 RW98 على موقع ويكي سكاي: DSS2, SDSS, GALEX, IRAS, Hydrogen α, X-Ray, Astrophoto, Sky Map, Articles and images